# Пословни центар Аполо
Пословни центар „Аполо“ изграђен је на главном тргу у Новом Саду. Отворен је 4. јануара 1993. Смештен је у генерално реконструисаном и према савременим потребама дограђеној згради ма Тргу слободе 3, која је подигнута још средином 18. века. У њој је становао оснивач и први председник Матице српске Јован Хаџић, а то је од 1910. био први биоскоп у Новом Саду, који је по античком богу сунца, песништва и музике, назван Аполо. Тај назив је сачуван до данас.
Пословним центром управља Јавно предузеће „Пословни простор“. Пословни центар има око 5.500м² корисног простора од кога се око 950м² налази у старом делу зграде. 
Обејкат је намењен за различите садржаје, од трговачких и угоститељских, културних и уметничких као и чисто пословних. 
У Центру су смештени редакција и ТВ студио градске телевизије Новосадска ТВ, а отворен је и ресторан брзе хране Макдоналдс.